# Johann Baptist Räfle
Johann Baptist Räfle oder Raefle (* 14. Juli 1808 in Salem; † 27. August 1888 in Brooklyn, Kings, New York) war Kaufmann und Revolutionär während der badischen Revolution 1848/49.

## Leben
Johann Baptist Räfle wurde als Sohn des Posthalters Johan Baptist Räfle in Salem geboren. Er wurde Kaufmann, während sein Bruder Leopold den Posten des Vaters nach dessen Tod übernahm. Johann Baptist Räfle war politisch engagiert, wobei er 1848 als ein Vertreter des Seekreises für das Vorparlament in Frankfurt gewählt wurde. Später war er am Heckerzug beteiligt und wurde dann zur Fahndung wegen hochverräterischer Umtriebe ausgeschrieben. Um dem zum entgehen, floh er zunächst in die Schweiz, kehrte aber bald nach Salem zurück. Das dortige Wirtshaus seines Bruders Leopold, in welchem die Bilder des Großherzogs und dessen Familie verkehrt herum hingen, galt dabei als Herd und Versammlungsort der revolutionären Elemente. Räfle nahm weiter an der badischen Revolution teil, war Zivilkommissär in Salem und wurde 1849 in die verfassungsgebende Versammlung gewählt. Dort war er unter anderem Teil der Kommission zur Wahl des Finanzausschusses. 
Als die Revolution endgültig gescheitert war, floh er abermals in die Schweiz und hielt sich meistens in Rorschach auf. Währenddessen wurde er in Baden steckbrieflich gesucht. Am 14. Oktober 1850 wurde er vom Hofgericht Burchsal in Abwesenheit zu acht Jahren Zuchthaus verurteilt. Seine Auslieferung wurde gefordert, dem wurde zwar nicht direkt entsprochen, doch der Kanton St. Gallen ließ das zweijährige Niederlassungsrecht auslaufen, worauf er 1852 mit zwei seiner Söhne über Le Havre nach New York auswanderte. Der Großteil seiner Familie folgte nach, lediglich Bruder, Schwester sowie der älteste Sohn verblieben. Erst Jahre nach der allgemeinen Amnestie kehrte er nochmals zurück. Er starb 1888 verarmt in New York.